# SN 2003bx
SN 2003bx – supernowa odkryta 3 marca 2003 roku w galaktyce A052504-4936. W momencie odkrycia miała maksymalną jasność 20,80m.